# Épiais-Rhus
Épiais-Rhus é uma comuna francesa na região administrativa da Ilha de França, no departamento do Vale do Oise. Estende-se por uma área de 10.46 km². Em 2010 a comuna tinha 630 habitantes (densidade: 60,2 hab./km²).